# Nýt

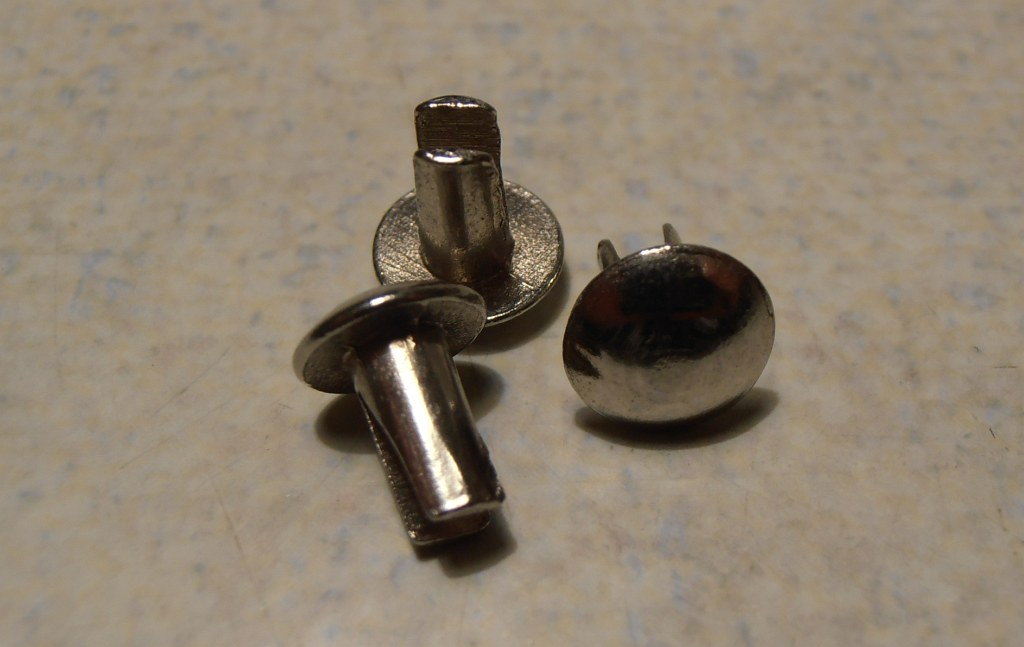
Plné nýty s polokulovou přípěrnou hlavou

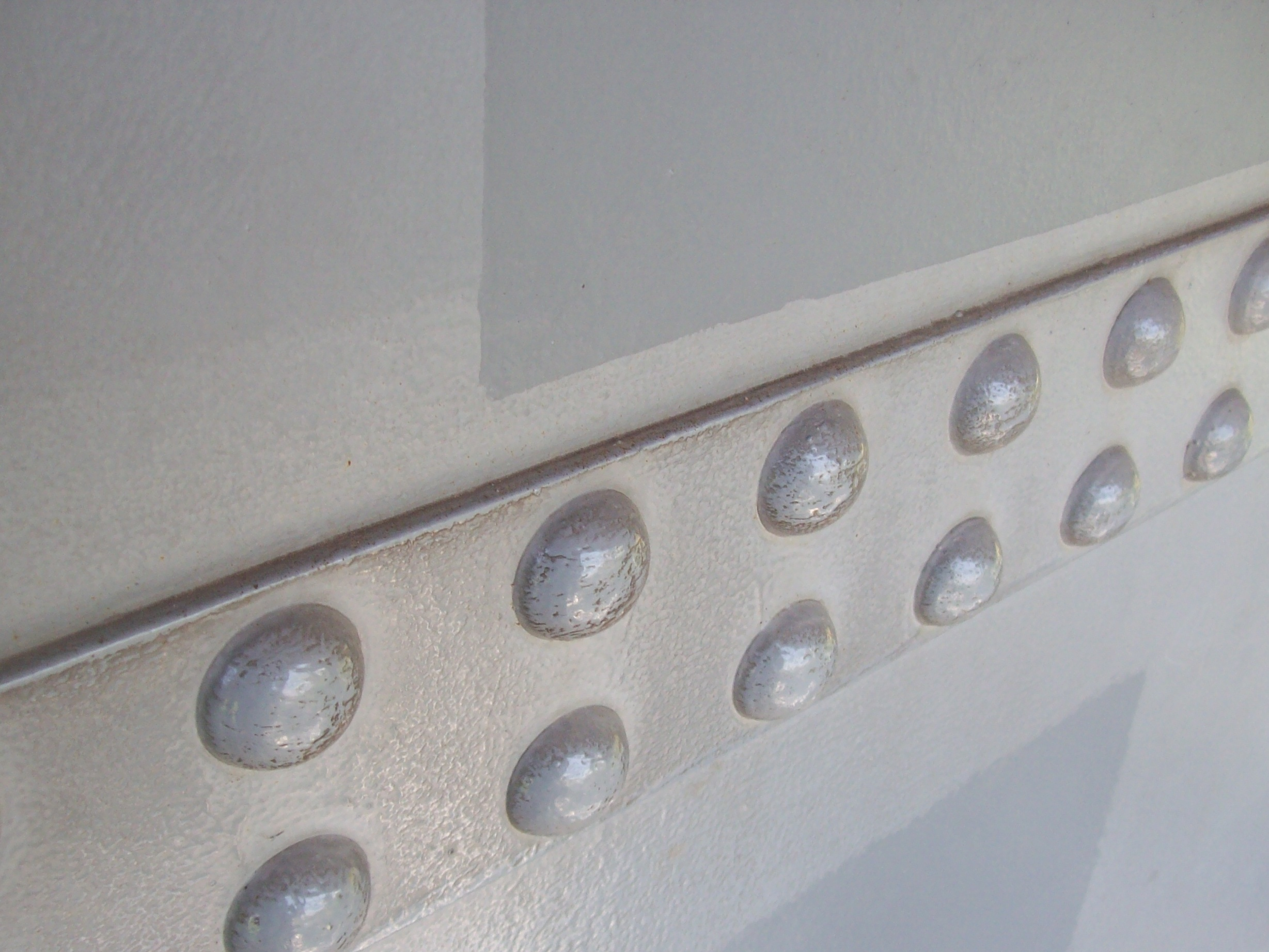
Řada nýtů na ocelové konstrukci Petřínské rozhledny

Nýt je spojovací součástka, která se používá pro zhotovení nerozebíratelných spojů. V minulosti se používalo nýtování zatepla při výrobě tlakových nádob, ocelových konstrukcí budov, hal ale i mostů. Dnes se nýtování nahrazuje šroubovými spoji či svařováním. Nýtování za tepla se používá spíše v kovářském řemesle, případně při opravách technických památek.
V současnosti se s nýtováním lze setkat při např. spojování tenkých plechů tzv. trhacími nýty za studena nebo při textilní výrobě. Nýty se podle účelu použití vyráběly či vyrábějí z oceli, hliníkových slitin, mosazi, mědi a dalších kovů.

## Historie
Nýty se používaly již v době bronzové i ve střední Evropě např. při výrobě chladných zbraní, ale také při výrobě stříbrných nebo zlatých šperků.
Až do poloviny 20. století byl nýt využíván jako jedna z hlavních součástek pro spojování ocelových konstrukcí (například mosty, skelety budov, lokomotivy, lodě, tanky), později byly nýtované konstrukce nahrazeny výhodnějšími svařovanými konstrukcemi. Od 30. let probíhaly v odborném tisku akademické spory, zda je lepší nýtování nebo svařování. Pokrok urychlila druhá světová válka – svařování je rychlejší, a tak bylo např. v SSSR rovnou direktivně zavedeno.
Posledním nýtovaným mostem u nás je Žďákovský most nad přehradou u Orlíka, který byl dokončen byl v roce 1967. Je to ocelový obloukový most o rozpětí 330 metrů s celkovou délkou 543 metrů. Zahraniční odborníci ho obdivovali, poznamenali však tehdy, že je současně už nýtařským muzeem, protože v té době bylo už běžně rozšířeno svařování.

## Metody nýtování

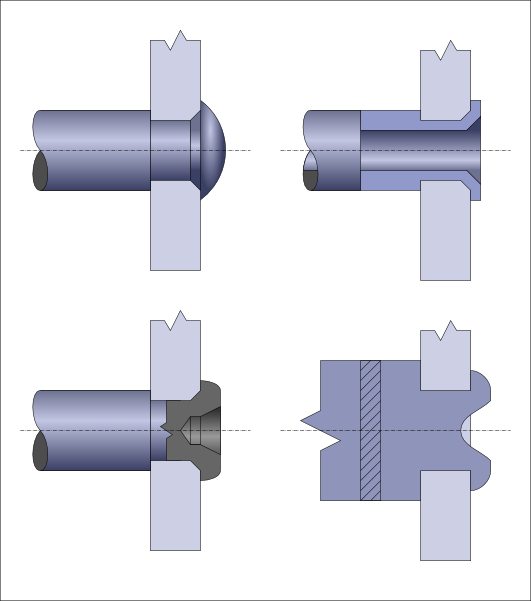
Přímé nýtování

### Nýtování zastudena
Je nýtování pomocí ocelových nýtů s průměrem dříku nejvýše 8 mm. Také nýtování s nýty z jiných kovů - hliník, mosaz, měď, drahé kovy aj. nebo s nýty dutými se provádí zastudena.

### Nýtování zatepla
Používalo se při nýtování s ocelovými nýty s průměrem dříku více než 8 mm. Nýty se nejdříve ve výhni nebo ve speciálním přístroji rozžhavily tzv. do červena, pak se vložily do spoje a provedlo se roznýtování.

### Přímé nýtování
Přímé nýtování je způsob nýtování, kdy je jako nýt použita část materiálu jednoho ze spojovaných dílů. Tento způsob nýtování se provádí nejčastěji za studena, což vyžaduje použití dobře tvárného materiálu. Přímé nýtování je vhodné pouze pro málo namáhané spoje. Na obrázku jsou uvedeny tři příklady spojení válcových součástí s plochým materiálem a jeden příklad nýtového spojení plechů.

### Nepřímé nýtování
Nepřímé nýtování je potom takové nýtování, kdy je nýt samostatnou součástí, která se vkládá do vytvářeného nýtového spoje.

## Nýty

Běžné nýty - hlavy nýtů:
konstrukční n. - a) polokulová, b) zapuštěná, c) polozapuštěná
kotlové n. - d)
lodní n. - e) (lodní nýt má mít lichoběžníkový profil přípěrné hlavy)

Nepoužitý nýt se skládá z přípěrné hlavy a dříku. Závěrná hlava se vytváří nýtováním po osazení nýtu do spoje. Hrubé nýty mají dřík u hlavy mírně kuželový, v další části válcový. Menší a drobné nýty mají dřík v celé délce válcový. Tvary nýtů, dříků a provedení přípěrných hlav je zobrazeno na obrázku.
Mimo běžných nýtů se používají nýty zvláštní, jako je nýt rozštěpný, nýt dvoudílný uzavřený, nýt dvoudílný otevřený, nýt výbušný a další nýty podle specifického určení, například nýty přístupné pouze z jedné strany.
Nýty se vyráběly z oceli ve třídách např. 10 341, 10 371, 10 451, 10 452, 10 456, 11 341, z kulatiny lisováním za studena do průměru 16 mm a za tepla při průměru větším.

### Hlavy nýtů
Hlava, kterou má nýt z výroby, se nazývá přípěrná hlava. Hlava vyrobená nýtováním se nazývá závěrná hlava. Tvary přípěrných hlav nýtů byly určovány funkcí a konstrukčními důvody. Normální nýty pro ocelové konstrukce mají
polokulovou nebo půlkulovou hlavu (a) (např. podle ČSN 022350, ČSN 02 2301 anebo ČSN 02 2302),
Zápustná resp. zapuštěná hlava (b) (např. podle ČSN 022360, ČSN 02 2311 nebo ČSN 02 2313) nepřekážela na lícové straně spoje, polozápustná resp. polozapuštěná hlava (c) (čočkovitá nebo čočková hlava např. podle ČSN 02 2315, ČSN 02 2317, ČSN 02 2320) se používala u dlouhých nýtů.
Hlavy nýtů pro kotle mají vystouplý okraj pro temování (d) (např. podle ČSN 022351),
a lodní nýty (e) mají kuželové hlavy.

### Nýtování
Při nýtování se dřík nýtu zasune do otvorů ve spojovaných materiálech, hlava nýtu musí překrývat okraj otvoru v dostatečné ploše. Na druhé straně se vyková závěrná hlava.
U ocelových nýtů – tam kde jsou zvýšené nároky na únosnost či těsnost spoje nebo při průměru dříku větším jak 10 mm se provádí nýtování za tepla. Do otvoru se vloží rozžhavený nýt – buď v koksové výhni nebo elektrickým odporem – do bílého žáru (1000 až 1100 °C), dřík nýtu se spěchuje tak, aby dostatečně vyplnil otvor. Poté se vykuje závěrná hlava při teplotě kolem 600 °C (tmavočervený žár). Vykování závěrné hlavy se provádí ručně kladivy, za pomocí hlavičkáře, pneumatickými kladivy nebo lisy (hydraulickými, pneumatickými nebo elektrickými). Při chladnutí se nýt smrští a tak stáhne nýtované součásti k sobě.
Další možností vytvoření závěrné hlavy je lisování nebo rozválení. Ocelové nýty do průměru 10 mm a všechny neželezné nýty nebo z lehkých kovů se nýtují za studena.
Ruční nýtování na ocelových konstrukcích prováděla četa nýtařů, která se skládala z ohřívače nýtů, podavače, přidržovače a nýtaře s pneumatickým kladivem. Při kvalitnějším a levnějším strojním nýtování se používaly hydraulické, pneumatické případně elektrické lisy, které vytvářely závěrnou hlavu za klidového tlaku dokud nýt nezchladl.

### Nýtované spoje

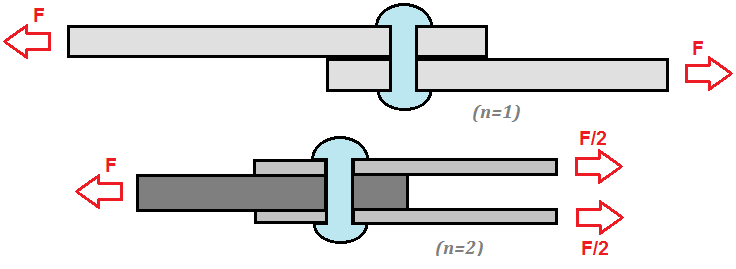
Namáhání nýtovaného spoje a počty střižných rovin; n = 1 jednostřižný spoj, n = 2 dvoustřižný spoj

#### Pevné nepropustné (kotlové) nýtování
Pevné nepropustné nýtování, které se provádělo u tlakových nádob (např. parních kotlů) a potrubí, muselo přenést síly působící na tlakovou nádobu pouze třením mezi spojovanými plechy. Svěrná síla, která vznikla ve spoji nýtu při jeho chladnutí a smršťování, působila kolmo na střižnou rovinu spoje. Třením mezi svíranými plechy spoj vzdoroval vnějším sílám působícím ve střižné rovině. Toto uspořádání bránilo prokluzu celého spoje. Únosnost takového spoje byla však omezena na 70 MPa v jedné střižné rovině. Pro tenké plechy nebo dvoustřižné spoje bylo nutné prokázat i únosnost v otlačení. Únosnost otlačení je schopnost materiálu nýtu nebo spojovaných plechů vzdorovat kontaktnímu napětí vyvolanému vnější silou ve střižné rovině mezi povrchem nýtu a otvoru.
Těsnosti se dosahovalo temováním (tužením) zkoseného okraje plechu a hlav nýtů přeplátovaného spoje. V případě plechů tenčích 3 mm se mezi styčné plochy vkládal proužek plátna (kalika) nebo papír napuštěný miniem.

#### Nepropustné nýtování
Nepropustné nýtování či těsnicí nýty se prováděly pro rozměrné nádoby kapalin a plynů bez vnitřního přetlaku, např. vodojemy, kouřovody apod., nejčastěji s jednořadými přeplátovanými spoji. Okraje plechů silnějších 6 mm bylo nutné temovat (tužit), tenčí plechy se utěsňovaly vložkami z lepenky nebo plátna napuštěné olejem nebo suříkem případně azbestovou lepenkou při zvýšených teplotách.

#### Nosné nýty
Nosné (silové) nýty sloužily k přenášení sil v konstrukčních spojích ocelových konstrukcí a mostů. Takové nýty se navrhovaly na ustřihnutí dříku nýtu, a v otlačení dříku nýtu a otvoru plechu. Svěrná síla o velikosti až 200 MPa způsobená chladnutím nýtu zvyšuje únosnost ve střihu třením. Tato únosnost ve tření se při navrhování spojů stavebních konstrukcí zanedbávala. U mostních konstrukcí a konstrukcí namáhaných rázy se dovoluje menší namáhání nýtů, tj. je potřeba více nýtů, než u staveb pozemních (budovy, haly apod.). Nýty mohou být namáhány i silami ve směru osy nýtu (tzv. na hlavu). Dřík nýtu je sice namáhán svěrnou silou, ale vnější síla, která působí opačně než svěrná vlastně snižuje tahové namáhání dříku a uvolňuje tlakovou svěrnou sílu. To ovšem platí při přenášení vnější síly svíranými plechy nikoli namáhání tahu přímo za hlavu. V některé literatuře – vycházející ze starších pramenů – nebylo doporučeno namáhat nýty tahovou silou vůbec nebo jen velmi malou (např. 15–20 MPa).

### Kontrola a oprava nýtů
Mostmistr s kladívkem prolézá konstrukcí a nýt za nýtem proklepe. Uvolněný nýt, který má tupý zvuk, se označí a zapíše do protokolu. Při opravě se uvolněné nýty vyrazily a zanýtovaly se nové.

### Náhrada nýtů
Při poruše nýtového spoje ocelové konstrukce se v současné době nýty většinou nahrazují vysokopevnostními třecími šrouby (utažené předepsaným kroutícím momentem a momentovým klíčem) nebo epoxidem injektovanými šrouby, které nedovolují prokluz spoje. Obyčejné šrouby nelze s nýty kombinovat neboť při vyčerpání únosnosti nýtů a jejich porušení by došlo k prokluzu ve spoji a teprve až poté k namáhání šroubového spoje.

## Nýty z neželezných kovů
Nýty z neželezných (neferitických) kovů se většinou tvářejí za studena. Používají se nýty z hliníkových slitin, mosazi, mědi a dalších. Pro větší efektivitu a urychlení práce se používají tvářecí stroje – nýtovačky. U speciálních strojních konstrukcí mohou být nýty také lisovány.

## Nýty přístupné z jedné strany

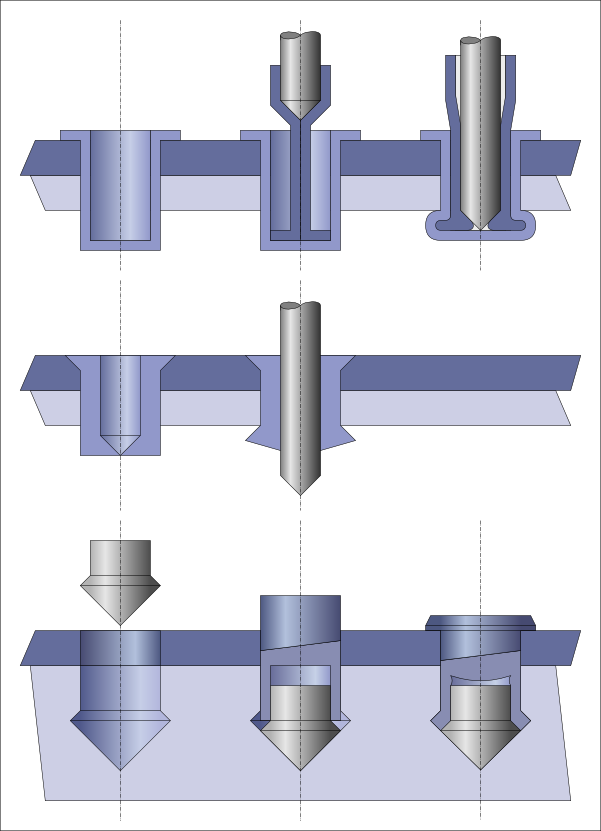
Nýty a jednostranné nýtování

### Nýty s trhacím trnem
Nýty s trhacím trnem se používají při přístupu ke spoji pouze z jedné strany. Po osazení do otvoru se použijí nýtovací kleště, kterými se vytvoří hlavička nýtu po zatažení za dřík, který se posléze kleštěmi zkrátí (zastřihne). Podle použití se vyrábějí z neželezných kovů, korozivzdorné nebo uhlíkové oceli.

### Ostatní nýty
Pro průmyslové nýtování se používají další postupy nýtování a k tomu potřebné provedení nýtů. Horní řada zobrazuje postup nýtování s nýtem složeného ze dvou částí; prostřední řada nýtování za pomocí trnu; dolní řada postup nýtování s vloženým elementem.
Dalším druhem zvláštního nýtu je nýtovací matice. Jde o dutý nýt utahovaný kleštěmi. V dutině nýtu je závit, který pak slouží pro další, tentokrát už šroubový rozebiratelný spoj. Nýtovací matice jsou používány tam, kde z nějakých důvodů nelze vytvořit běžný závit.

## Textilní nýty
Nýty používané v obuvnickém, čalounickém, brašnářském a oděvním průmyslu se nazývají cvočky. Jsou obvykle dvojdílné, duté a spoj se vytvoří slisováním po vsunutí obou dílů do sebe. Známým využitím měděných nýtů je například zpevnění kapes u kalhot typu jeans. Jako další jsou používány nýty s otvorem, sloužící jako zpevnění pro průchod tkaniček nebo provazů a lan.

## Nýtování přetvořením materiálu
Odlišným způsobem nýtování je vytváření spojů přetvořením materiálu, kdy není používán nýt, tvar nýtu jako takový, ale je využíváno přetvoření materiálu jedné nebo obou spojovaných částí. Podle provedení je takový spoj označován jako obrubový, lemový, jazýčkový, vrubový.